# سلالات مابعد سلالة بابل الرابعة
لا يعلم كيف انتهى حكم سلالة بابل الرابعة ولعلها إنهارت من جراء ضغط جماعات من الآراميين، وأعقبها في حكم البلاد جملة سلالات لا نعرف عن الكثير منها سوى رقم تسلسلها أي ترتيبها بالنسبة الى السلالات الأخرى وأسماء ملوكها بحسب ما جائت في أثبات الملوك البابلية . اذ ان ثلاث سلالات تلت سلالة بابل الرابعة وحكمت ما بين عامي 1038 و 991 قبل الميلاد وعدد ملوكها سبعة ملوك، هي السلالة الخامسة والسادسة والسابعة وتفاقم خطر المشيخات الآرامية في نهاية السلالة السابعة وحكم السلالة الثامنة التي أسسها نابو-موكن-أبلي ( 990 - 995 قبل الميلاد ) وخلفه عدة ملوك آخرهم نابو-شم-أشكن ( 762-747 قبل الميلاد ) وبلغ ضغط الآراميين في عهد هذا الملك درجة بحيث انهم بلغوا ضواحي مدينة بابل وضيقوا الخناق عليها .

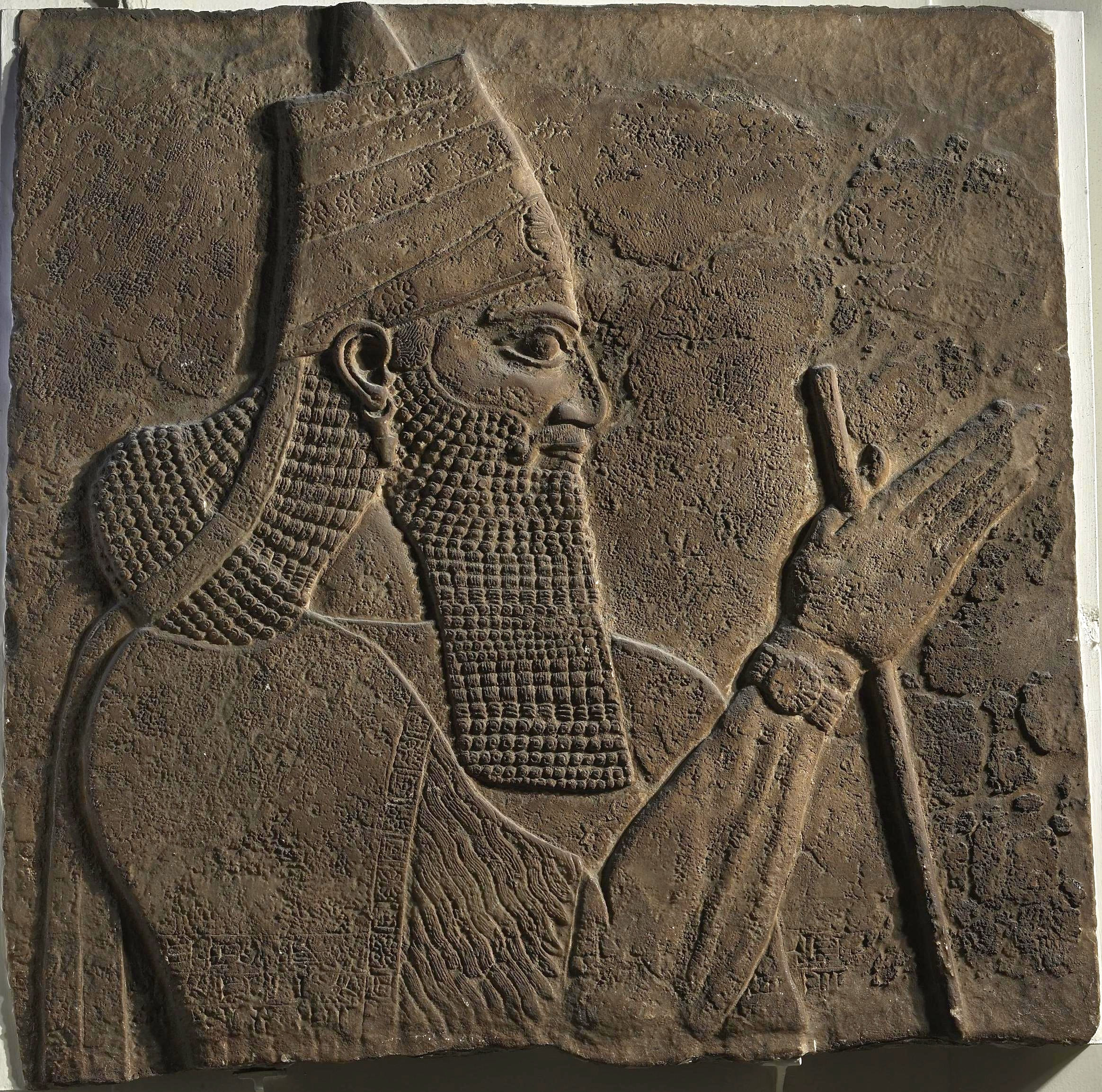
تغلث فلاسر الثالث

وتلا ذلك حكم السلالة التاسعة التي خصص لها ملك إسمه نابو-ناصر ( 746-734 قبل الميلاد ) وأصبحت بلاد بابل في عهده تحت السيطرة الآشورية في عهد الملك الآشوري الشهير تغلث فلاسر الثالث ( 745-727 قبل الميلاد ) وبعد موت الملك البابلي ثاروا بعض الآراميين بزعامة الشخص المسمى نبو-موكن-زيري الذي جعلته أثبات الملوك البابلية مؤسس سلالة بابل العاشرة ( 732-730 قبل الميلاد ) وحكم من بعده مردوخ-ابلا-ادنا ( 721-711 قبل الميلاد ) وهو مردوخ بلادان المذكور في التوراة . وقد سبق للملك تغلث فلاسر الثالث أن حكم بلاد بابل حكماََ مباشراََ حيث توج ملكاََ عليها وعرف لدى البابليين باسم (( پولو )) ( فول المذكور في التوراة ) وبعد فترة من تفرد مردوخ بلادان بالحكم أعيدت بلاد بابل الى السيطرة الآشورية في عهد الأسرة السرجونية، أي سرجون الثاني وأولاده .

## سلالة القطر البحري الثانية ( سلالة بابل الخامسة )
وفقًا لـ قائمة الملوك البابليين، كان الاسم الأصلي لهذه السلالة هو palû tamti (سلالة سيلاند او القطر البحري). يُطلق عليها المؤرخون المعاصرون اسم سلالة سيلاند الثانية لتمييزها عن الأسرة الثانية.
وقد حكم هذه السلالة ثلاثة ملوك وهم :
1- سمبار شيباك.
2- إيا-موكن-زيري.
3- كشو-نادن-آخي.

## سلالة بازي ( سلالة بابل السادسة )
تُشير قائمة الملوك البابليين إلى هذه السلالة باسم palû Bazu (سلالة بازي)، ويُطلق عليها سجلّ السلالات اسم palû Bīt-Bazi (سلالة بيت بازي). كانت بيت بازي مُوثّقةً في العصر الكاشي. ومن المُرجّح أن السلالة اشتقت اسمها إما من مدينة باز، أو من بازي، المؤسس الأسطوري لتلك المدينة.
وقد حكم هذه السلالة ثلاثة ملوك وهم :
1- أولماش-شاكن-شومي.
2- ننورتا كدوري أوصر الأول.
3- شركتي-شوقامونا.

## سلالة بابل السابعة
تفصل قائمة الملوك البابليين، من الناحية السلالية، مار-بيتي-أبلا-أوصر عن غيره من الملوك بخطوط أفقية، مما يجعله ينتمي إلى سلالة خاصة به. كما يُصنفه سجل السلالات بمفرده، ويشير إلى سلالته (التي تضمه فقط) باسم بالو إيلامتو (سلالة عيلام).
اذ كان ملكها الوحيد :
1- مار-بيتي-أبلا-أوصر.

## سلالة بابل الثامنة
وفقًا لـ قائمة الملوك البابليين، كان الاسم الأصلي لهذه السلالة هو palû e (سلالة E). معنى "E" غير واضح، ولكن يُرجَّح أنه إشارة إلى مدينة بابل، مما يعني أنه ينبغي تفسير الاسم على أنه "سلالة بابل". اتسم عهد سلالة E بعدم استقرار كبير، حتى أن الملوك غير المرتبطين ببعضهم البعض والذين اجتمعوا تحت هذه السلالة كانوا ينتمون إلى مجموعات عرقية مختلفة تمامًا. يُقسِّم عمل تاريخي بابلي آخر، وهو "سجل السلالات" (على الرغم من أنه محفوظ بشكل مجزأ فقط)، هذه السلالة إلى سلسلة من السلالات القصيرة الأصغر.
قد حكم هذه السلالة تسعة عشر ملكاًً وهم :
1- نبو موكين أبلي.
2- ننورتا كدوري أوصر الثاني.
3- مار بيطي أخي إيدينا.
4- شمش مدامق.
5- نبو شوما أوكين الأول.
6- نبو أبلا إيدينا.
7- مردوخ زكير شومي الأول.
8- مردوخ بلاصو إقبي.
9- بابا أخا إيدينا.
فترة خلو العرش البابلي (أربع سنوات على الأقل)
10- 14- أسماؤهم مخرومة .
15- نينورتا أبلا.
16- مردوخ بيل زيري.
17- مردوخ أبلاصر.
18- إيريبا مردوخ.
19- نبو شوم إشكون.

## سلالة بابل التاسعة
قد حكم هذه السلالة ثلاثة ملوك وهم :
1- نبوناصر.
2- نبو نادين زيري.
3- نبو شوما أوكين الثاني.

## سلالة بابل العاشرة
يُستخدم مصطلح "الأسرة العاشرة"، بشكل عام، للإشارة إلى حكام بابل خلال فترة حكم الإمبراطورية الآشورية الحديثة، بما في ذلك الملوك الآشوريين من سلالة الأداسيين وسلالة السرجونيين اللاحقة، بالإضافة إلى العديد من الملوك التابعين وغير التابعين للسلالات والمتمردين. غالبًا ما يجمعهم الباحثون المعاصرون كسلالة واحدة، حيث لا تستخدم قائمة الملوك البابليين خطوطًا للفصل بين الحكام، كما هو مستخدم في أماكن أخرى من القائمة لفصل السلالات. كما تُطلق قائمة الملوك البابليين على بعض الملوك تسميات سلالية فردية، وإن لم يكن ذلك بنفس الطريقة المتبعة في السلالات السابقة الأكثر تحديدًا.
وقد حكم هذه السلالة خمسة عشر ملكاً وهم :
1- نبو موكين زيري.
2- فول ( پولو )( تغلث فلاسر الثالث ).
3- شلمنصر الخامس.
4- مردوخ أبلا إيدينا الثاني (الحكم الأول).
5- سرجون الثاني.
6- سنحاريب (الحكم الأول).
7- مردوخ زكير شومي الثاني.
8- مردوخ أبلا إيدينا الثاني (الحكم الثاني).

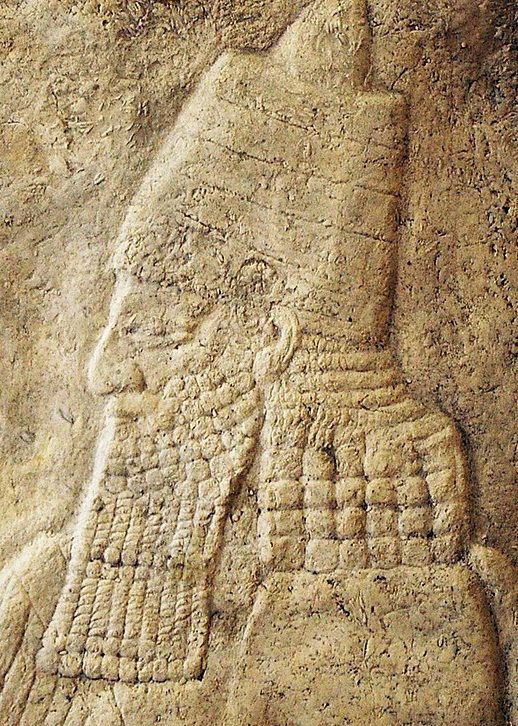
سنحاريب

9- بيل إبني.
10- آشور نادين شومي.
11- نيرغال أوشيزيب.
12- موشيزيب مردوخ.
13- سنحاريب (الحكم الثاني).
14- آسرحدون.
15- آشوربانيبال (الحكم الأول).
16- شمش شوم أوكين.
17- آشوربانيبال (الحكم الثاني).
18- كاندالانو.

## قيام الإمبراطورية الجديدة
بعد وفاة آشوربانيبال عام ( 627 قبل الميلاد ) استغل نبوبولاسر الكلداني الوضع وثار على الآشوريين، فتمكن في البداية من اعلان الاستقلال عن حكم الآشوريين وثم سيطر على كامل اقليم بابل والمناطق الجنوبية من بابل وتمكن من توحيد الكلدان، الا ان الآشوريين استمروا بمضايقة الكلدان وكانوا ينوون الإطاحة بنبوبولاسر، الا ان الملوك الآشوريين الذين خلفوا آشوربانيبال كانوا ضعفاء، بينما تمكن نبوبولاسر من توحيد الكلدانيين فلم يتمكن الاشوريين من اسقاط حكم الكلديين هذه المرة كما فعلوا في عدة مرات سابقة، فتمكن نبوبولاسر وبالتعاون مع الميديين من اسقاط مدينة نينوى عاصمة الآشوريين سنة 612 ق م واسس إمبراطورية كبيرة تعرف بالإمبراطورية البابلية الحديثة أو السلالة الحادية عشر وتميزت الامبراطورية الكلدانية بالعمران والفنون والعلوم.
وقد حكم هذه السلالة ستة ملوك وهم :
1- نبوبولاسر.
2- نبوخذ نصر الثاني.
3- أميل مردوخ.
4- نرغال شراصر.
5- لبشي مردوخ.
6- نبو نيد.